# Juraj Babka
Juraj Babka, pesudonym Hermuškin (17. listopadu 1868 Háj – 13. nebo 14. května 1942 Banská Bystrica), byl slovenský a československý pedagog, politik a meziválečný senátor Národního shromáždění ČSR za Československou sociálně demokratickou stranu dělnickou.

## Biografie
Mešťanskou školu vychodil v Turčianském Svätém Martinu. Pak studoval na učitelském ústavu v Kláštoru pod Znievom. Pracoval pak jako učitel na různých místech regionu. Později v Banské Bystrici jako školský inspektor. Vydával a redigoval hospodářská periodika Obzor, Slovenský včelár a Včelár začiatočník. Byl předsedou včelařského spolku v Banské Bystrici v letech 1931–1939 a členem Matice slovenské.
V parlamentních volbách v roce 1920 získal za Československou sociálně demokratickou stranu dělnickou senátorské křeslo v Národním shromáždění, kde zasedal do roku 1925. Profesí byl inspektorem z Banské Bystrice.